# Sassolungo di Cibiana
Il Sassolungo di Cibiana (2.413 m s.l.m.) è una montagna del Gruppo del Bosconero nelle Dolomiti. Si trova in Veneto (provincia di Belluno). La montagna domina l'abitato di Cibiana di Cadore.
La via normale sale per cenge e scaglioni per il versante occidentale con difficoltà di I e II grado partendo dal Passo Cibiana (1530 m), attraverso Forcella Impradida (detta anche Forcella Bella Alta) e richiede circa 4 ore.
La parete nord è percorsa da alcuni itinerari:
- la via Crepaz-Gobbo per il pilastro nord-ovest (300 m III, IV, V)
- la via Bianchi-Urban o diretta nord (500 m III, IV)
- la via Casara-Canal-Stefani-Panozzo sul lato sinistro della parete (450 m, IV)